# Hans-Jürgen Hoyer
Hans-Jürgen Hoyer (* 10. Januar 1915 in Hanau; † 9. September 1975 in Frankfurt am Main) war ein deutscher Journalist (Signum: hjh). Er war Chef der Lokalredaktion der Frankfurter Rundschau.

## Leben
In Hanau besuchte er die Hohe Landesschule und machte sein Abitur. Danach leistete einen freiwilligen Arbeitsdienst ab und war dann als Fahrlehrer in Schwerin tätig, bevor er als Soldat diente. Nach Kriegsende kehrte er in seine Heimatstadt zurück, legte nach der Lehrzeit im Schreinerhandwerk die Gesellenprüfung ab. Sein Ziel Journalist zu werden verfolgte er bereits während der Ausbildung und arbeitete nebenher als freier Mitarbeiter der Frankfurter Rundschau (FR). Am 1. September 1948 begann er in der Redaktion der FR als Redakteur in Ausbildung (heute Volontär) zu arbeiten und blieb dort für den Rest seines Lebens. 1958 wurde er Leiter der Frankfurter Lokalredaktion. Als „festgefügt, grundsolide, ohne überflüssige Schnörkel“ wurde er in seinem Blatt bezeichnet, als er 25 Jahre bei der Zeitung war. Sein Ressort leitete er als eine Art Moderator, selten laut werdend. Als Kommentator vorwiegend kommunalpolitischer Vorgänge wirkte er eher mäßigend als polarisierend. Dies wurde durch die Auszeichnung mit dem renommierten Theodor-Wolff-Preis 1961 honoriert. 1975 erhielt er das Bundesverdienstkreuz I. Klasse.
Am 20. März 1949 reichte er seinen Aufnahmeantrag beim Verband der Berufsjournalisten in Hessen ein. In den Unterlagen des DJV Hessen tauchte sein Name zum ersten Mal am 28. Februar 1953 in einer Anwesenheitsliste einer Generalversammlung auf. 1960 wird er mit einem Diskussionsbeitrag zugunsten einer besseren Ausbildung des journalistischen Nachwuchses erwähnt. Vorstandsämter hat nicht gehabt, bis er am 16. März 1963 im Frankfurter Römer zum Ersten Vorsitzenden des Hessischen Journalisten-Verbandes gewählt wurde. In seine Amtszeit fiel der Kampf um ein hessisches Pressegesetz. Er gehörte dem ZDF-Fernsehrat an und war Vorstandsmitglied der Freunde Frankfurts.
Als Hoyer am 15. März 1975 mit grober Mehrheit noch einmal zum Vorsitzenden wiedergewählt wurde, konnte er schon nicht mehr an der Generalversammlung teilnehmen. Eine schwere Gehirnoperation (Tumor) zwang ihn zu einem langen Krankenhausaufenthalt. Am 9. September 1975 ist er gestorben.

## Veröffentlichungen
- 100 Jahre Stadtreinigung Frankfurt am Main 1872–1972. Länderdienstverlag, 1972, ISBN 3-87455-018-4
- (mit Anton Wiedenbauer): Fahrt in die Zukunft – Die Geschichte der Frankfurter Straßenbahn. Waldemar Kramer, Frankfurt am Main 1968